# ثدي

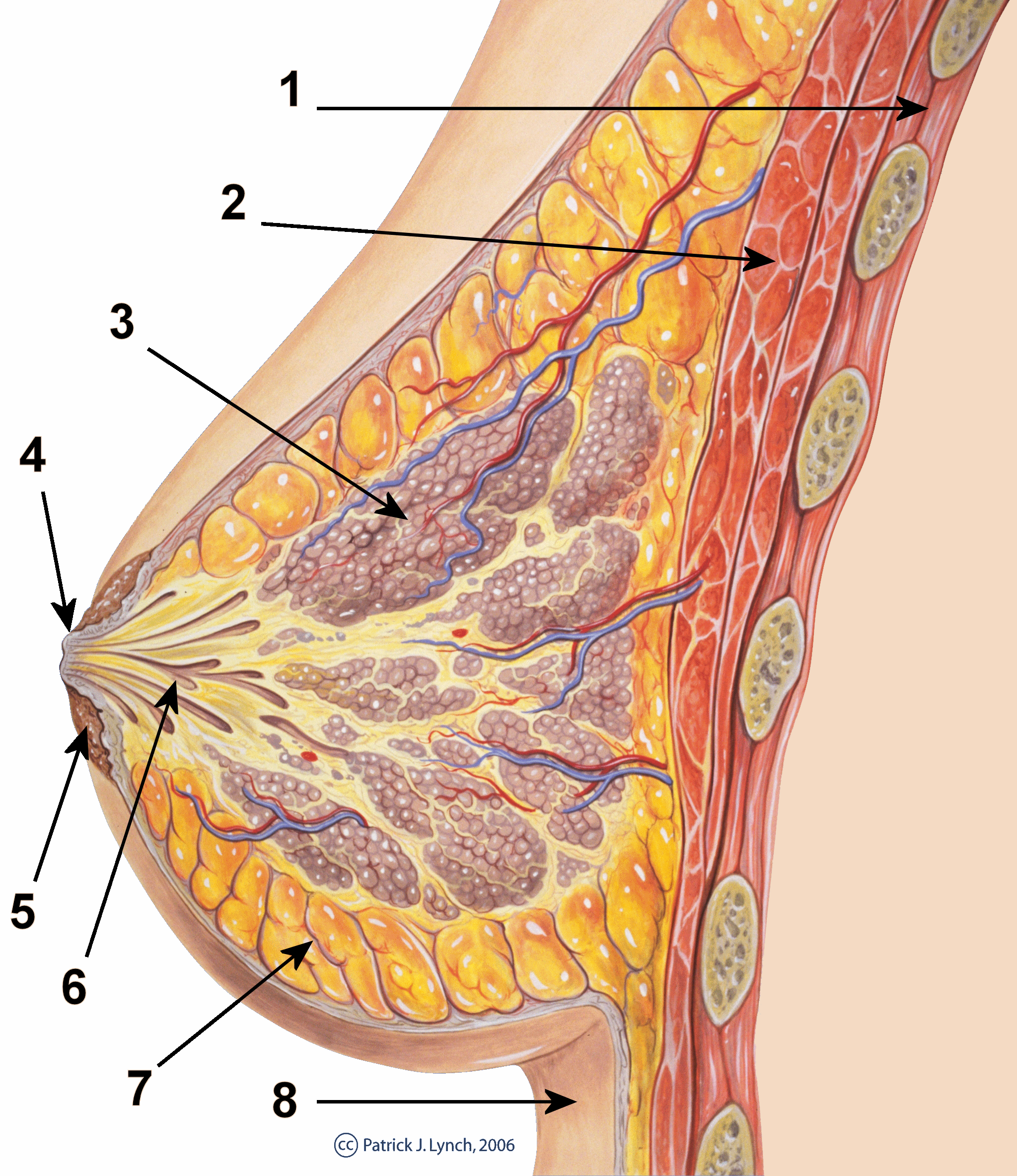
الثدي: شكل تخطيطي للثدي.
1. جدار الصدر
2. عضلة صدرية كبيرة
3. فصيصات
4. حلمة
5. هالة
6. قناة حليبية
7. نسيج شحمي
8. الجلد

الثَّدْي (الثَّدْي للمرأة والثَّنْدُوَة أو الثُّنْدُؤَة للرجل) أو الدَيْس (عن الصاغاني، عراقية)،(بالإنْگْلِيْزية breast، وتُلفَظ: بْرَسْت) عضوٌ زوجي في جسم الإنسان، توظّفه الإناث لتغذية صغارهن. ويُطلَق اسم الثَّدْيِيّات على الكائنات التي تَلِد وتُرضِع صغارها الحليب، لذلك يصنَّف جنس البشر ضمن صنف الثدييات. يُنتَج الحليب في غُدد ثديية موجودة داخل العضو، ويَخرج عبر ثقوب الحَلَمة الثديية الدقيقة.

## تشريح عيني

### الموقع والمكوِّنات والشكل
يقع جسم الثدي فوق كلّ من العضلتين: الصدرية الكبرى والمنشارية الأمامية. ويحتوي عند الأنثى البالغة على غدد ثديية كانت عرقية وتحوّرت لتنتج الحليب. تتعلّق الغدد بالعضلتين، بواسطة طبقة من النسيج الضام الكثيف تُسمّى أربطة كُوبر (Cooper’s ligaments). أمّا ما يحدّد حجم الثدي فهو كمية الدهون الواقعة حول غدد الحليب، وليس حجم الغدد. الغدد ترتبِط بالجلد من الناحية الهيكلية، لكن وظيفياً تنتمي إلى الجهاز التناسلي. أمّا المنطقة الملوَّنة الواقعة حول الحلمة فتُعرَف باسم الهالة، ويتراوح لونُها من الزهري إلى البني الغامق.

### إمداداتالدم
يتلقّى الثدي إمداده الدموي من شريانين صدريّين (thoracic arteries) رئيسين: الغائر (internal) الذي يقع طولياً على الجانبين وراء عظم القص، ويقدّم فروعاً مخترِقة تصل الثدي، لتدخل أسفل سطحه بين الأضلاع؛ والوحشي (lateral) المتفرع من الإبطي (axillary) والذي يصل إلى الثدي من أسفل الذراع تحت الإبط. الشريانان الصدري الأخْرَمِي (thoracoacromial) والوَرْبِي (intercostal) يُقدّمان أيضاً كمية دم إضافية للثدي.

## تشريح مجهري (أنسجة وخلايا)

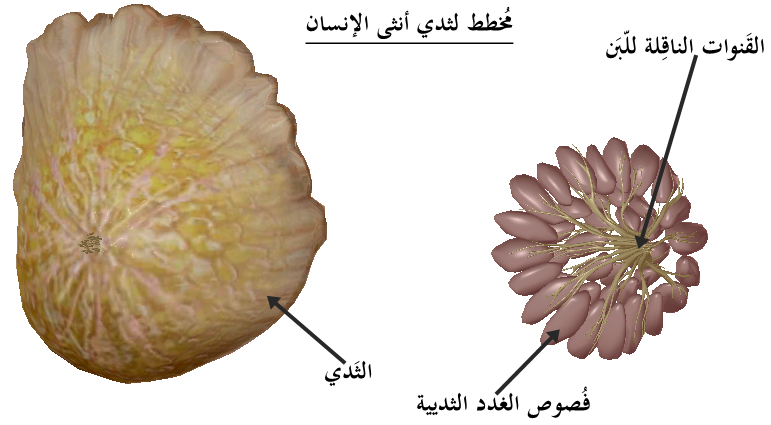
مُخطط لثدي الأنثى، تظهر فيه فُصوص الغدد الثديية، والقنوات الناقلة للبن

### العناصر المكوِّنة
الثدي يتكون من جزئين منفصلين وظيفياً. الأول طلائي، يتعلق بإنتاج وإفراز وضخ حليب الثدي. هذه المهام تُعرف بالرضاعة، وترتبط بالحمل والولادة. والثاني داعم، يتألف من جميع الأنسجة الأخرى التي تُشكِّل وتَدعم الثدي، وتَشمِل: الدهون والعضلات واللفافات. تكوْن الغدد الثديية لدى النساء الغير حوامل والرجال الثدْيِيِّيْن غير متطورة نسبياً. أربطة كوپر، التي تدعم الثدي كما ذُكر، تُصبح أكثر مرونة مع التقدم في العمر، أو مع الإجهاد الذي يُسببه الاستعمال النشط على المدى الطويل.

### الفُصُوص
في كلّ ثدي يوجد ما بين 15 إلى 20 من الانقسامات في أنسجة الغدد، يُطلَق عليها اسم فصوص (أو فلقات)، وتكون مرتبة بشكل شعاعي. يُفصَل كلّ فصّ عن الآخر بواسطة أنسجة دهنية. هذه الفصوص بدورها تنقسم إلى فصيصات، أيضاً منفصلة عن بعضها، ومُدعَمة بواسطة أنسجة ليفية. كل فصيص يحتوي على سِنْخ (alveolus) -أي: كِيس صغير- يُنتِج ويخزِّن حليب الثدي. الأسناخ مضمَّنة ضمن النسيج الضام، ومحاطة بخلايا مِغْزَلية الشكل، يُطلق عليها اسم الخلايا العضلية الظِّهَارِيّة (myoepithe´lial cells)، التي هي عبارة عن عضلات تنقبض لدفع الحليب نحو الحلمة أثناء الرضاعة. التباين بين أنسجة الغدد وأنسجة الدهن يجعَل تمييز الفصوص عند جس الثدي أسهل. واختلاف كثافة هذه الأنسجة هو الأساس الذي يمكِّن من عمل تصوير الثدي الشعاعي. أمّا قنوات الثدي فيصعُب جداً جسّها، ما لم تحتو على ورم، أو كانت ملتهِبة أو محتقِنة بالحليب.

### مسار الحليب
يتجمّع الحليب في قنوات صغيرة، تُسمَّى قنوات النهاية (terminal ducts)، التي تؤدّي بدورِها إلى القنوات الثديية. هناك نحو 20 من هذه القنوات الثديية، تَنقُل كلّ واحدة الحليب من فصّ محدَّد. وبالقرب من الحلمة الثديية، تتوسع القنوات لتُشكِّل الجيوب الناقلة للحليب (lactiferous sinuses). يُمكِن أن يخزَّن بعض الحليب في هذه الجيوب قَبْل انتقاله إلى القناة الناقلة للحليب (lactiferous duct)، التي بدَورها تَحمِل الحليب إلى الخارج.

## التطور
يتكون الثدي بشكل أساسي من أنسجة دهنية وغدية وضامة. نظرًا لأن هذه الأنسجة تحتوي على مستقبلات هرمونية، فإن أحجامها وأحجامها تتقلب وفقًا للتغيرات الهرمونية الخاصة بالثدي (تنبت الثدي)، والحيض (إنتاج البويضات)، والحمل (التكاثر)، والإرضاع (تغذية النسل)، وانقطاع الطمث (نهاية الحيض).

### سن البلوغ
يُقاس نمو الثدي في سن البلوغ باستخدام مقياس تانر المكون من خمس مراحل
التركيب المورفولوجي للثدي البشري متطابق عند الذكور والإناث حتى سن البلوغ. بالنسبة للفتيات في سن البلوغ (مرحلة نمو الثدي)، فإن الهرمونات الجنسية الأنثوية (بشكل أساسي هرمون الاستروجين) بالتزامن مع هرمون النمو تعزز نمو الثديين. خلال هذا الوقت، تنمو الغدد الثديية في الحجم وتبدأ في الراحة على الصدر. مراحل تطور الخصائص الجنسية الثانوية (الثدي، شعر العانة، إلخ) موضحة في مقياس تانر مرحلة تانر المكون من خمس مراحل.
أثناء البلوغ تبدأ عملية النهود (وهي المرحلة الأولى من مراحل البلوغ لدى الفتاة ويمكن التعرف عليها سريريًا ويحدث عادةً بين 10 و12 عامًا ويتميز بظهور «برعم الثدي breast bud» (المرحلة Tanner 2) حسب تصنيف تانر) يكون حجم الثديين النامي غير متساوٍ في بعض الأحيان، وعادة ما يكون الثدي الأيسر أكبر قليلاً. حالة عدم التناسق هذه عابرة وطبيعية إحصائيًا في النمو البدني والجنسي للإناث. يمكن أن تسبب الحالات الطبية نموًا مفرطًا (على سبيل المثال، تضخم الثدي البكر، ضخامة الثدي) أو التخلف (مثل تشوه الثدي الدرني، micromastia) عند الفتيات والنساء
بعد حوالي عامين من بداية سن البلوغ (الدورة الشهرية الأولى للفتاة)، يحفز هرمون الاستروجين وهرمون النمو تطور ونمو النسج الغدية والدهون والأنسجة المعلقة التي يتكون منها الثدي. يستمر هذا لمدة أربع سنوات تقريبًا حتى يتم تحديد الشكل النهائي للثدي (الحجم والكثافة) عند بلوغ سن 21 عامًا تقريبًا. يبدأ تَضَخُّم الثدي (تضخم الثدي) عند الفتيات في سن البلوغ، على عكس جميع الرئيسيات الأخرى التي يتضخم فيها الثدي فقط أثناء الرضاعة.

### التغييرات خلال الدورة الشهرية
خلال الدورة الشهرية، يتضخم الثديان بسبب احتباس الماء قبل الحيض والنمو المؤقت.

### الحمل والرضاعة
يصل الثدي إلى مرحلة النضج الكامل فقط عندما يحدث الحمل الأول للمرأة. تعتبر التغييرات التي تطرأ على الثديين من أولى علامات الحمل. يصبح الثدي أكبر، ويصبح مجمع الحلمة والهالة أكبر وأكثر قتامة، وتتضخم غدد مونتجومري غدد الهالة، وتصبح الأوردة أحيانًا أكثر وضوحًا. إيلام الثدي أثناء الحمل أمر شائع، خاصة خلال الأشهر الثلاثة الأولى. بحلول منتصف الحمل، يكون الثدي قادرًا من الناحية الفسيولوجية على الإرضاع وما إلى ذلك.
يمكن للمرأة أن تفرز اللبأ، وهو أحد أشكال حليب الثدي.
يتسبب الحمل في ارتفاع مستويات هرمون البرولاكتين برولاكتين، والذي يلعب دورًا رئيسيًا في إنتاج الحليب. ومع ذلك، فإن هرمونات البروجسترون بروجستيرون والإستروجين إستروجين تمنع إنتاج الحليب حتى فترة ما بعد الولادة عندما تنخفض مستويات هرمون البروجسترون والإستروجين.

### سن اليأس
في سن اليأس، يحدث ضمور الثدي. يمكن أن يتقلص حجم الثديين عندما تنخفض مستويات هرمون الاستروجين الجائل في الدوران. تبدأ الأنسجة الدهنية وغدد الحليب أيضًا في الضمور. يمكن أن يتضخم الثديان أيضًا بسبب الآثار الجانبية الضارة لحبوب منع الحمل المركبة. يمكن أن يزيد حجم الثديين وينقص أيضًا استجابة لتقلبات الوزن. غالبًا ما يتم تسجيل التغيرات الجسدية في الثدي في علامات تمطط الجلد مثل الفزر الحملية؛ وهذه التغيرات الجلدية يمكن أن تكون بمثابة مؤشرات تاريخية للزيادات والانخفاضات في قد وحجم ثدي المرأة طوال حياتها.[بحاجة لمصدر]

## وظائف

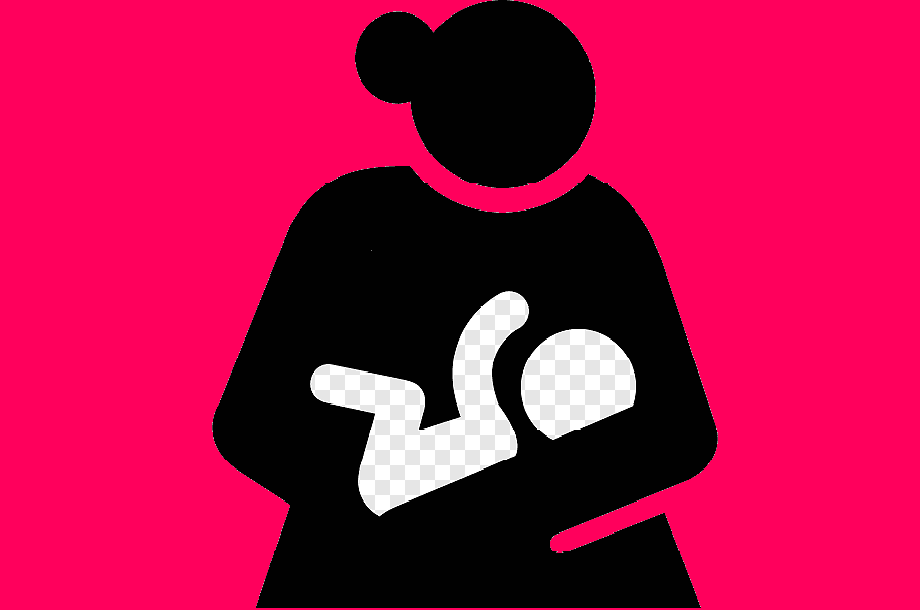
الرضاعة هي واحدة من أحدى وظائف ثدي الأم.

يَخضَع الثدي للكثير من التغيّرات المهمة خلال فترة الرضاعة. فتَكوّن الحليب يتم تحت سيطرة هرمونات ما بعد فترة الحمل. أمّا أثناء فترة الحمل، فتتسبب مستويات الأسترجن والپروجسترون المرتفعة بتحضير الغدد السنخية لإنتاج الحليب. الحليب بعد الحمل يتأتّى بواسطة الپْرُوْلَ‘كْتِن (prolactin) المنتَج في الجزء الأمامي للغدة النُّخامية. والپرولكتن، تعريفاً، هرمون ذو دَور رئيس في تعزيز الرضاعة، يُنتَج كاستجابة لهرمون تحرير الپرولكتن، الذي يُفرَز بدوره من الوِطَاء. أثناءَ الحمل، يثبِّط ارتفاعُ مستويات الپروجسترون الپرولكتن، وبالتالي لا يَتمّ إفراز الحليب. أمّا بعد الولادة، فتنخفض مستويات الپروجسترون والأسترجن في الدم، ويتوقف بسبب ذلك التثبيطُ الواقع على الپرولكتن.
والثُّدِيّ أيضاً من المحفّزات الجنسية للرجل التي تجذبه للمرأة فقط.

## أمراض

### الأمراض الحميدة
| 1. مرض الثدي الكيسي الليفي                                             | 11. ثَرّ اللَّبَن متلازمة فرط إفراز اللبن وزيادة برولاكتين الدم (ثر اللبن) |
| 2. ألم الثدي                                                           | 12. ورم فِ‘لُوْدْز (phyllodes tumour)                                     |
| 3. متلازمة تِيْتْسَ (Tietze’s syndrome)                                    | 13. الرضح (رضة خطيرة)                                                 |
| 4. التهاب الثدي                                                        | 14. الغدوم المُصَلِّب (sclerosing adeno´ma)                               |
| 5. الخُراج (breast abscess)                                             | 15. التهاب الثدي الحبيبي                                              |
| 6. الغُدُّوْم اللّيفي - أي الورم الغدي الليفي                               | 16. الحلمة الزائدة أو الثدي الزائد                                    |
| 7. الأكْياس (كيسة الثدي)                                                | 17. نقص التنسّج (micromastia)                                          |
| 8. اضطرابات الحلمة (nipple disorders)                                  | 18. التضخّم الحَدَثِي (juvenile hypertrophy)                              |
| 9. التهاب ما حول القُنَيّات (periductal masti´tis) / توسع القنوات الثديية | 19. فرط التنسّج الظِّهاري (epithelial hyperplasia)                       |
| 10. الورم الحليمي                                                      | 20. تثدّي الرَّجُل (gynecomastia)                                         |

### الأمراض الخبيثة (السرطانات) واستئصالها

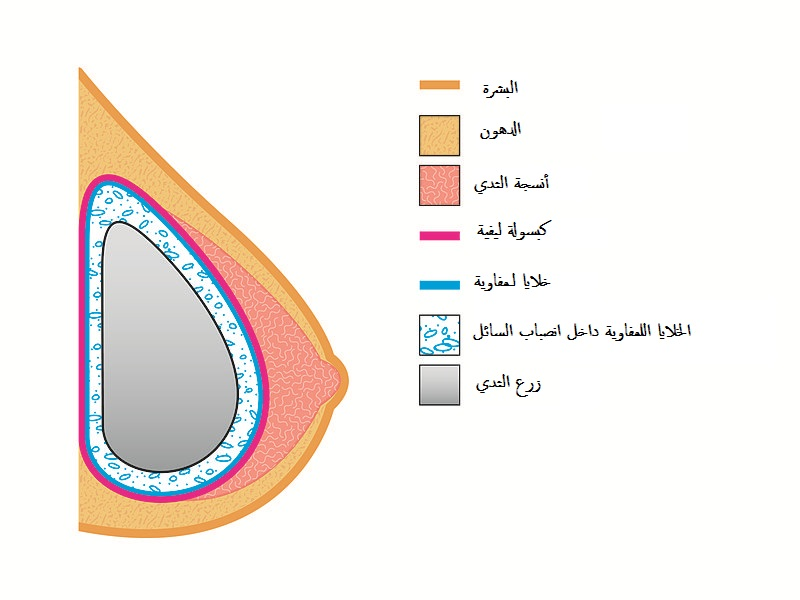
شرح لمعرفة موقع العُقَد اللِّمفاوية

معرفة موقع العُقَد اللِّمفاوية (أو اللِّمفية) أمر حيوي عند إجراء عملية جراحية لعلاج سرطان الثدي. فاللّمف يمرّ عبر العقد، التي تعمل على إزالة الخلايا السرطانية ومنعها من دخول الدم. يَتِمّ في العادة استئصال العقد اللّمفاوية الإبطية أثناءَ جراحة سرطان الثدي، لأنها قد تحتوي على خلايا سرطانية تم التقاطها من اللّمف الصادر من الثدي. في كثير من الأحيان ينتشر سرطان الثدي عن طريق الانتقال مع اللّمف عبر القنوات، حيث تتسلّل الخلايا السرطانية إلى العقد. وعليه، فالعقد المتورمة والخالية من الألم يُمكِن أن تكون مؤشراً قوياً على وجود سرطان ينتشر عن طريق النِّظام اللّمفاوي بعد الوصول إلى العقد. أمّا معرفة كلٍّ من موقع العقد اللّمفاوية واتجاه تدفق اللّمف فهي مهمةٌ في تشخيص المرحلة الثانوية، أي مرحلة الأصابات المنتشرة. إذ يُمكِن التنبؤ بموقع الورم المنتشر بواسطة تعقّب اللّمف الصادر عن العضو الذي أصيب في البداية. وقد تُعاني المريضة بعد إزالة العقدة من وذمة لمفية، ما يُسمّى أيضاً بتورّم الذراع.

## الجراحة التجميلية للثدي
يمكن إجراء الجراحة التجميلية لتكبير أو تصغير حجم الثدي، أو إعادة بناء الثدي في حالات الأمراض المشوهة مثل سرطان الثدي. يتم إجراء عمليات تكبير الثدي ورفع الثدي (تثبيت الثدي) لأسباب تجميلية فقط، في حين أن تصغير الثدي يُشار إليه طبيًا في بعض الأحيان. [9] في الحالات التي يكون فيها ثدي المرأة غير متماثل بشدة، يمكن إجراء الجراحة إما لتكبير الثدي الأصغر أو تصغير حجم الثدي الأكبر أو كليهما.
لا تتعارض جراحة تكبير الثدي بشكل عام مع القدرة المستقبلية على الرضاعة الطبيعية. تؤدي جراحة تصغير الثدي في كثير من الأحيان إلى انخفاض الإحساس في مجمع الحلمة والهالة، وإلى انخفاض إدرار الحليب لدى النساء اللواتي يخترن الرضاعة الطبيعية. يمكن أن تتداخل الزرع مع التصوير الشعاعي للثدي (صور الأشعة السينية للثدي).

## المجتمع والثقافة

### نظرة عامة
في الأيقونات المسيحية، تصور بعض الأعمال الفنية نساء بأثداءهن في أيديهن أو على طبق، مما يدل على أنهن ماتن شهيدات بقطع صدورهن؛ ومن الأمثلة على ذلك القديسة أجاثا من صقلية Saint Agatha of Sicily.
فيمين Femen هي مجموعة ناشطة نسوية تستخدم الاحتجاجات عاريات الصدر كجزء من حملتها ضد السياحة الجنسية، المؤسسات الدينية، التحيز الجنسي، ورهاب المثلية. وقد اعتقلت الشرطة نشطاء فيمين Femen بشكل منتظم ردا على احتجاجاتهن.

### تاريخ الفن
في مجتمعات ما قبل التاريخ الأوروبية، كانت التماثيل النسائية ذات الأثداء الواضحة أو المبالغ فيها أمرًا شائعًا. مثال نموذجي هو ما يسمى فينوس من ويلندورف Venus of Willendorf، واحدة من العديد من تماثيل فينوس من العصر الحجري القديم مع الوركين والصدر الواسعين. تم تسجيل القطع الأثرية مثل الأطباق والمنحوتات الصخرية والتماثيل المقدسة ذات الصدور من 15000 قبل الميلاد حتى العصور القديمة المتأخرة في جميع أنحاء أوروبا وشمال إفريقيا والشرق الأوسط.
ارتبطت العديد من الآلهة الأنثوية التي تمثل الحب والخصوبة بالثدي وحليب الأم. صورت أشكال الإلهة الفينيقية عشتروت كأعمدة مرصعة بالثديين. إيزيس Isis، إلهة مصرية مثلت، من بين أشياء أخرى كثيرة، الأمومة المثالية، غالبًا ما كانت تُصوَّر على أنها ترضع الفراعنة، وبالتالي تأكيد وضعهم الإلهي كحكام. حتى بعض الآلهة الذكورية التي تمثل التجدد والخصوبة كانت تُصوَّر أحيانًا بملحقات تشبه الثدي، مثل إله النهر حابي الذي كان يعتبر مسؤولاً عن الفيضان السنوي لنهر النيل.
كانت ثدي الإناث أيضًا بارزة في الحضارة المينوية حضارة مينوسية في شكل تماثيل الأفعى آلهة الشهيرة. في اليونان القديمة كانت هناك عدة طوائف تعبد «كوروتروفوس Kourotrophos»، الأم المرضعة، التي تمثلها آلهة مثل جايا Gaia وهيرا هيرا وأرتيميس أرتميس. أصبحت عبادة الآلهة التي يرمز إليها الثدي الأنثوي في اليونان أقل شيوعًا خلال الألفية الأولى. انخفض العشق الشعبي للآلهة بشكل ملحوظ أثناء ظهور دول المدن اليونانية، وهو الإرث الذي انتقل إلى الإمبراطورية الرومانية اللاحقة.
خلال منتصف الألفية الأولى قبل الميلاد، شهدت الثقافة اليونانية تغيرًا تدريجيًا في تصور ثدي الإناث. كانت النساء في الفن مغطاة بالملابس من العنق إلى أسفل، بما في ذلك الآلهة الإناث مثل أثينا، راعية أثينا التي مثلت المسعى البطولي. كانت هناك استثناءات: تم تصوير أفروديت، إلهة الحب، في كثير من الأحيان عارية. على الرغم من تصوير الرجال العراة وهم يقفون في وضع مستقيم، إلا أن معظم صور العُري الأنثوي في الفن اليوناني حدثت «عادةً مع الأقمشة في متناول اليد وبوضع منحني للأمام وحماية الذات». كانت الأسطورة الشعبية في ذلك الوقت من الأمازون، وهي قبيلة من المحاربات الشرعات اللائي كن يتواصلن مع الرجال فقط من أجل الإنجاب وحتى أنهن أزلن ثديًا واحدًا ليصبحن محاربات أفضل (الفكرة هي أن الثدي الأيمن سيتعارض مع عمل القوس وسهم). كانت الأسطورة فكرة شائعة في الفن خلال العصور القديمة اليونانية والرومانية وكانت بمثابة حكاية تحذيرية متناقضة.

### شكل الجسم
تعتبر العديد من النساء ثدييهن أمرًا مهمًا لجاذبيتهن الجنسية، كدليل على الأنوثة المهمة لشعورهن بالذات. المرأة ذات الصدور الأصغر قد تعتبر ثدييها أقل جاذبية.

### ملابس
نظرًا لأن الثديين في الغالب عبارة عن أنسجة دهنية، يمكن تشكيل شكلها - في حدود معينة - بواسطة الملابس. عادة ما يتم ارتداء حمالات الصدر من قبل حوالي 90٪ من النساء الغربيات، وغالبًا ما يتم ارتداؤها للحصول على الدعم. القاعدة الاجتماعية في معظم الثقافات الغربية هي تغطية الثدي في الأماكن العامة، على الرغم من أن مدى التغطية يختلف باختلاف السياق الاجتماعي. تمنح بعض الديانات مكانة خاصة لثدي الأنثى، سواء في التعاليم الرسمية أو من خلال الرمزية. حرم الإسلام على النساء كشف صدورهن في الأماكن العامة.
تربط العديد من الثقافات، بما في ذلك الثقافات الغربية في أمريكا الشمالية، الثديين بالنشاط الجنسي وتميل إلى اعتبار الثديين العاريين غير محتشمين. في بعض الثقافات، مثل قبيلة الهيمبا في شمال ناميبيا ناميبيا، تكون النساء عاريات الصدر طبيعيات. في بعض الثقافات الأفريقية، على سبيل المثال، يُنظر إلى الفخذ على أنه مثير للجنس بدرجة عالية ولا يتم الكشف عنه في الأماكن العامة، لكن التعرض للثدي ليس من المحرمات. في عدد قليل من البلدان والمناطق الغربية، من المقبول أن تكون النساء عاريات على الشاطئ، على الرغم من أنه قد لا يكون مقبولًا في وسط المدينة. [بحاجة لمصدر]
تختلف المواقف والقوانين الاجتماعية المتعلقة بالرضاعة الطبيعية في الأماكن العامة على نطاق واسع. في العديد من البلدان، تعتبر الرضاعة الطبيعية في الأماكن العامة أمرًا شائعًا ومحميًا قانونًا ولا يُنظر إليها عمومًا على أنها مشكلة. ومع ذلك، على الرغم من أن هذه الممارسة قد تكون مقبولة قانونيًا أو اجتماعيًا، إلا أن بعض الأمهات قد يترددن مع ذلك في عرض الثدي في الأماكن العامة للرضاعة الطبيعيةبسبب اعتراضات فعلية أو محتملة من قبل أشخاص آخرين أو تعليقات سلبية أو مضايقات. تشير التقديرات إلى أن حوالي 63٪ من الأمهات في جميع أنحاء العالم يرضعن رضاعة طبيعية. النساء عاريات الصدر مقبولة قانونيًا وثقافيًا في الشواطئ العامة في أستراليا ومعظم أوروبا. [بحاجة لمصدر] أخرجت المخرجة لينا إيسكو لينا اسكو فيلمًا بعنوان Free the Nipple، والذي يدور حول «... قوانين ضد عاريات الإناث أو القيود المفروضة على صور حلمات الإناث وليس الذكور»، وهو ما تعتبره Esco مثالاً على التمييز الجنسي تمييز على أساس الجنس في المجتمع.

### الخصائص الجنسية
في بعض الثقافات، يلعب الثدي دورًا في النشاط الجنسي للإنسان. في الثقافة الغربية، للثدي «... وضع جنسي مقدس، يمكن القول إنه أكثر صنمًا من الأعضاء التناسلية لكلا الجنسين». الثدي وخاصة الحلمات من بين مختلف المناطق المثيرة للشهوة الجنسية للإنسان. هم حساسون للمس لأن لديهم العديد من النهايات العصبية ؛ ومن الشائع الضغط عليها أو تدليكها باليد أو بالفم قبل أو أثناء ممارسة الجنس. أثناء الإثارة الجنسية، يزداد حجم الثدي، وتصبح الأنماط الوريدية عبر الثدي أكثر وضوحًا، وتتصلب الحلمات. بالمقارنة مع الرئيسيات الأخرى، فإن الثدي البشري كبير نسبيًا طوال حياة الإناث البالغات. اقترح بعض الكتاب أنهم قد تطوروا كإشارة بصرية للنضج الجنسي والخصوبة.
كثير من الناس يعتبرون أن ثدي الأنثى العارية ممتع من الناحية الجمالية فلسفة الجمال أو مثيرًا، ويمكن أن تثير رغبات جنسية رغبة جنسية متزايدة لدى الرجال في العديد من الثقافات. في العمل الهندي تاريخ الهند القديم Kama كاماسوترا، يعتبر الخدش الخفيف للثدي بالأظافر والعض بالأسنان مثيرًا للإثارة. يُظهر بعض الأشخاص اهتمامًا جنسيًا بأثداء الإناث يختلف عن اهتمام الأشخاص الآخرين. يشمل عدد من الموضات الغربية الملابس التي تبرز الصدر، مثل استخدام حمالات الصدر والبلوزات التي تظهر المسافة بين الثديين والشق بين الثديين. بينما في الولايات المتحدة تفضل الثقافة هناك الأثداء التي تكون شابة ومستقيمة، وبعض الثقافات تبجل النساء ذوات الثدي المتدلي، مما يدل على الأمومة وحكمة التجربة.
أظهرت الأبحاث التي أجريت في جامعة فيكتوريا في ويلينجتون أن الثدي غالبًا ما يكون أول ما ينظر إليه الرجال، ولفترة أطول من أجزاء الجسم الأخرى. كان مؤلفو الدراسة قد تكهنوا في البداية أن السبب في ذلك يرجع إلى أمراض الغدد الصماء مع ثدي أكبر يشير إلى مستويات أعلى من هرمون الاستروجين وعلامة على زيادة الخصوبة، لكن الباحثين قالوا أن «الرجال قد يبحثون كثيرًا على الثديين لأنها ببساطة جذابة من الناحية الجمالية، بغض النظر عن الحجم.»
أبلغت بعض النساء عن بلوغ النشوة الجنسية من خلال تحفيز الحلمة، لكن هذا نادر الحدوث. تشير الأبحاث إلى أن هزات الجماع هي هزات الأعضاء التناسلية، ويمكن أيضًا أن تكون مرتبطة بشكل مباشر بـ «منطقة الأعضاء التناسلية في الدماغ». في هذه الحالات، يبدو أن الإحساس من الحلمتين ينتقل إلى نفس الجزء من الدماغ مثل الأحاسيس من المهبل والبظر وعنق الرحم. قد يؤدي تحفيز الحلمة إلى حدوث انقباضات في الرحم، مما ينتج عنه إحساس في منطقة الأعضاء التناسلية بالدماغ.

### الجغرافيا المجسمة والهضاب بشكل أثداء
هناك العديد من الجبال التي سميت الثدي لأنها تشبهه في المظهر وكذلك هي أشياء من التبجيل الديني والأسلاف كرمز للخصوبة والرفاهية. في آسيا، كان هناك «جبل الثدي»، الذي كان به كهف حيث قضى الراهب البوذي بوديهارما (دا مو Da Mo) الكثير من الوقت في التأمل تأمل. جبال الثدي الأخرى مثل جبل إلغون جبل إلغون على الحدود بين أوغندا وكينيا، بين تشوتشان ومايدن بابس في اسكتلندا، «بوندوك نج سوسونج دالاج Bundok ng Susong Dalagaا» (جبال الثدي البكر) في جزيرة تاليم، الفلبين، التلال التوأم المعروفة باسم (Dá Chích Anann أو «ثديي آنا»)، بالقرب من كيلارني في أيرلندا، يبلغ ارتفاع Tetica de Bacares أو "La Tetica" 2086 مترًا في منطقة Sierra de Los Filabres بإسبانيا، وخاو نوم ساو Khao Nom Sao في تايلاند، وسيرو لا تيتا Cerro Las Tetas في بورتوريكو وأثداء أفروديت في ميكونوس، من بين أشياء أخرى كثيرة. في الولايات المتحدة، سُمي نطاق تيتون Teton Range على اسم الكلمة الفرنسية التي تعني «الثدي».